# Steinkreis von Acharn Falls

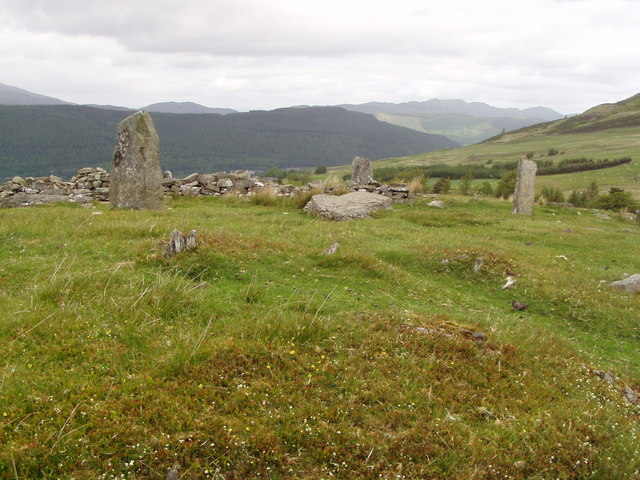
Steinkreis von Acharn Falls

Der Steinkreis von Acharn Falls (auch Greenland genannt) ist ein Steinkreis nahe dem namengebenden Wasserfall des Acharn Burn, südlich von Kenmore in Perthshire in Schottland. 
Der Steinkreis, dessen Steine eine Höhe von 1,7 m erreichen, wird durch einen Wall aus Trockenmauerwerk halbiert. Von den ursprünglichen zehn Steinen, stehen vier aufrecht, während drei nahe ihrer ursprünglichen Position liegen. Zwischen den Trümmern des Walls scheinen ein Stein und die zerbrochenen Reste der beiden fehlenden Steine zu liegen. W. A. Gillies untersuchte 1924 das Zentrum des Kreises und fand in einer Tiefe von 12,5 cm eine etwa 0,6 × 0,6 m messende flache Grube, die kalzinierte Knochen enthielt. Um die Grube herum war der Boden rot verfärbt, was laut Aubrey Burl nahelegt, das hier einst ein Scheiterhaufen brannte.